# Santa Cruz do Sul (microregio)
Santa Cruz do Sul is een van de 35 microregio's van de Braziliaanse deelstaat Rio Grande do Sul. Zij ligt in de mesoregio Centro Oriental Rio-Grandense en grenst aan de microregio's Cachoeira do Sul, São Jerônimo, Lajeado-Estrela, Soledade, Cruz Alta, Santiago en Restinga Seca. De microregio heeft een oppervlakte van ca. 5.565 km². In 2005 werd het inwoneraantal geschat op 317.715.
Zestien gemeenten behoren tot deze microregio:
- Arroio do Tigre
- Candelária
- Estrela Velha
- Gramado Xavier
- Herveiras
- Ibarama
- Lagoa Bonita do Sul
- Mato Leitão
- Passa-Sete
- Santa Cruz do Sul
- Segredo
- Sinimbu
- Sobradinho
- Vale do Sol
- Venâncio Aires
- Vera Cruz

Mesoregio's: Centro Ocidental Rio-Grandense · Centro Oriental Rio-Grandense · Metropolitana de Porto Alegre · Nordeste Rio-Grandense · Noroeste Rio-Grandense · Sudeste Rio-Grandense · Sudoeste Rio-Grandense

Microregio's: Cachoeira do Sul · Camaquã · Campanha Central · Campanha Meridional · Campanha Ocidental · Carazinho · Caxias do Sul · Cerro Largo · Cruz Alta · Erechim · Frederico Westphalen · Gramado-Canela · Guaporé · Ijuí · Jaguarão · Lajeado-Estrela · Litoral Lagunar · Montenegro · Não-Me-Toque · Osório · Passo Fundo · Pelotas · Porto Alegre · Restinga Seca · Sananduva · Santa Cruz do Sul · Santa Maria · Santa Rosa · Santiago · Santo Ângelo · São Jerônimo · Serras de Sudeste · Soledade · Três Passos · Vacaria